# Kostižerky
Kostižerky (Osedax) je rod mořských červovitých živočichů z podtřídy vláknonošců. Živí se tukem především z velrybích, ale i jiných kostí. V anglických populárních článcích se proto často označují jako zombie worms.
Byly objeveny až v roce 2002 u Kalifornie a vědecky popsány o 2 roky později. K roku 2012 bylo známo 17 druhů z různých světových oceánů včetně japonských a kalifornských pobřežních vod Tichého oceánu nebo severního Atlantiku, kde byly objeveny u Švédska v úžině Kattegat. Později byly objeveny i u antarktických břehů.
Jsou příbuzné jiným vláknonošcům – riftiím hlubinným – které obývají dna Tichého oceánu v okolí tzv. černých kuřáků.

## Popis

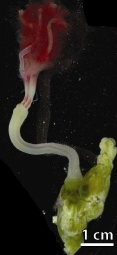
První objevená kostižerka Osedax rubiplumus

Jsou to několik cm dlouzí mnohoštětinatí kroužkovci, kteří stejně jako ostatní vláknonošci nemají v dospělosti trávicí soustavu. Tuk nasávají pomocí vláken, kterými vrůstají do kostí. Jeho zpracování ponechávají na symbiotických bakteriích.

### Historie
Stopy, které takto kostižerky zanechaly, byly dodatečně objeveny i na kostech některých prehistorických zvířat – nejen velryb, ale i mořských nelétavých ptáků z čeledi Plotopteridae. Dosud však není jasné, zda kostižerky vznikly s prvními prakytovci (Archaeoceti) před 45 miliony let, jak se domnívali jejich původní objevitelé Rouse a kol., nebo jestli se oddělily už během období křídy a byly tedy současníky dinosaurů.
Havajský výzkumník Craig Smith předpokládá, že více než polovina všech původních druhů tohoto rodu vyhynula, k čemuž došlo koncem 19. století v důsledku lovu velryb, který stavy velryb snížil až o 90 %.

## Biologie
Kostižerky žijí v mořích v hloubkách od 30 do 3000 metrů. Živí se tukem a kolagenem z velrybích kostí, ale byly nalezeny i na rybích kostech. Protože nemají trávicí soustavu, využívají k trávení symbiotické bakterie, které s nimi žijí.
V roce 2012 zjistil Sigrid Katz z kalifornského Scripps Institution of Oceanography, že ve výrůstcích se zvýšeně vyskytují takzvané protonové pumpy – transmembránové proteiny (bílkoviny), které přes povrch výrůstků přenášejí vodíkové ionty H+. Vytvářejí tak kyselé prostředí, které narušuje kosti a umožňuje, aby kostižerka do nich pronikla svými výrůstky. Do té doby nebylo známo, jakým způsobem vytvářejí kostižerky díry v kostech, když jejich tělo nemá žádné pevné části, kterými by mohly tyto otvory vytvořit.
Jejich rozmnožování je velmi zvláštní: množství malých samečků žije uvnitř těla o mnoho větší samičky. Zůstávají přitom v larválním stadiu.

## Významné druhy
- Osedax rubiplumus Rouse, Goffredi & Vrijenhoek, 2004 – první druh objevený G. W. Rousem a kol. ze Scripps Institution of Oceanography u kalifornského pobřeží Tichého oceánu v hloubce téměř 3000 metrů,[1]
- Osedax frankpressi Goffredi & Vrijenhoek, 2004 – druhý druh objevený při témže výzkumu,
- Osedax mucofloris Glover, Kallstrom, Smith & Dahlgren, 2005 – druh objevený britsko-švédským týmem z tehdejší Tjarno Marine Laboratory (nyní The Sven Lovén Centre for Marine Sciences) z švédského Göteborgu v hloubce 120 m.[10]